# Cameraria aceriella
Cameraria aceriella là một loài bướm đêm thuộc họ Gracillariidae. Nó được tìm thấy ở Québec và Hoa Kỳ (bao gồm Connecticut, Illinois, Kentucky, Pennsylvania, Wisconsin, Maine, Maryland, Michigan, New York, Vermont).
Sải cánh dài 8–9 mm. Ấu trùng ăn các loài Acer, bao gồm Acer rubrum và Acer saccharinum. Chúng ăn lá nơi chúng làm tổ.